# Großenseifen
Großenseifen ist eine Ortschaft in der Stadt Waldbröl im Oberbergischen Kreis im südlichen Nordrhein-Westfalen, Deutschland innerhalb des Regierungsbezirks Köln.

## Lage und Beschreibung
Der Ort liegt 6,1 Kilometer nördlich des Stadtzentrums von Waldbröl.

## Geschichte

### Erstnennung
1687 wurde der Ort das erste Mal urkundlich erwähnt.
Schreibweise der Erstnennung: Großenseifen